# Trial by Jury

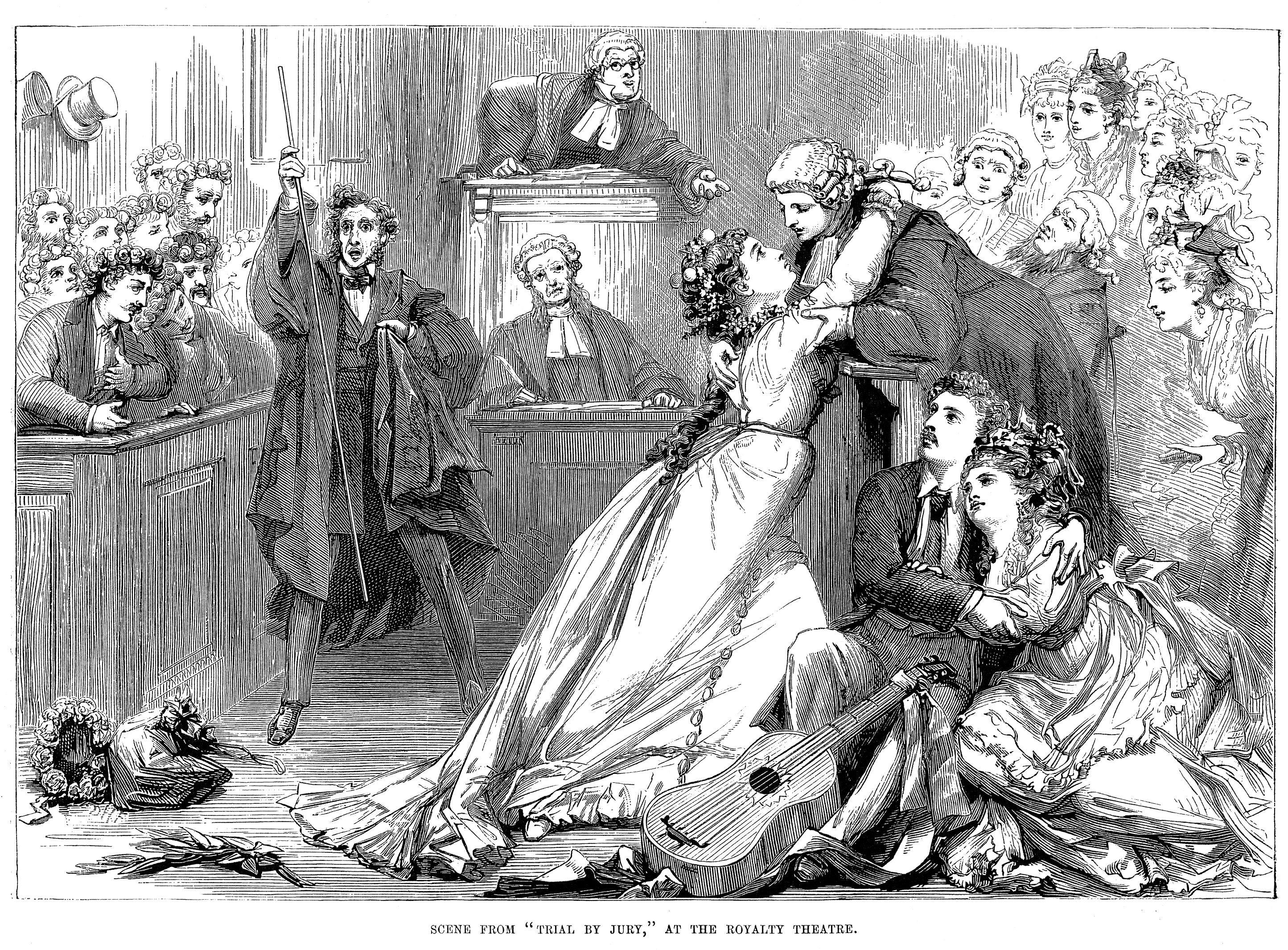
Incisione sullIllustrated Sporting and Dramatic News.

Trial by Jury è un'opera comica in un atto, con musiche di Arthur Sullivan e libretto di W. S. Gilbert. Essa venne rappresentata per la prima volta il 25 marzo 1875 al Royalty Theatre di Londra, dove andò avanti per 131 recite. All'inizio venne presentata in un triplice programma che vedeva come primo spettacolo La Périchole di Jacques Offenbach, e quindi la farsa in un atto Cryptoconchoidsyphonostomata di Charles Collette ed infine Trial by Jury di Gilbert e Sullivan. L'opera venne realizzata quattro anni dopo Thespis la prima opera scritta in collaborazione dai due. Negli anni trascorsi fra i due lavori, sia lo scrittore che il compositore acquistarono fama ciascuno nel proprio settore. Trial fu un successo e numerose riedizioni vennero messe in scena. Questo successo diede il via alla scrittura di altre dodici opere da parte di Gilbert e Sullivan, e queste vennero chiamate Savoy Opera, prendendo il nome dal Savoy Theatre in cui vennero rappresentate.
Trial l'unica opera di Gilbert e Sullivan scritta in un atto e l'unica a non avere dialoghi parlati. L'opera integra ha luogo in un'aula d'un palazzo di giustizia. Poiché dura soltanto trenta minuti, essa è solitamente abbinata a au un'altra opera dei due di durata più breve come The Sorcerer o H.M.S. Pinafore o addirittura un trittico di opere con Cox and Box e The Zoo. 
Così come in tutte le opere di Gilbert e Sullivan, l'impianto di Trial è ludico ma impregnato di ogni cosa fosse perfettamente ragionevole e i personaggi di questa satira sul sistema legale britannico, la favorita da Gilbert in quanto lui stesso aveva avuto una breve carriera legale, rivelano tutte le verità sulle fobie e follie di uomini, donne e della società più in generale.

## La trama

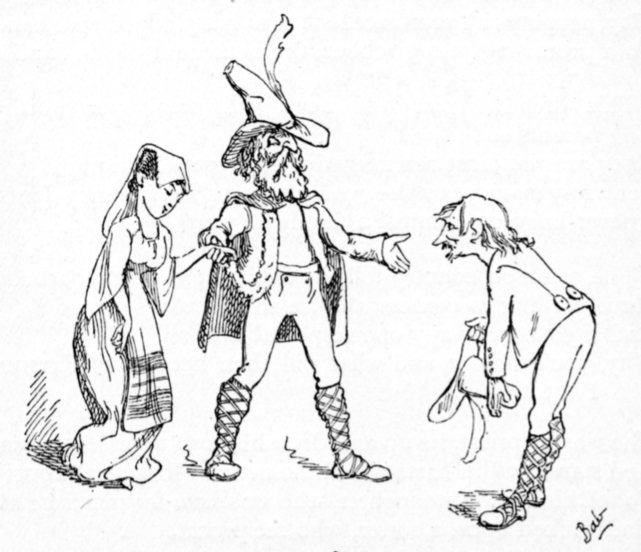
Una delle illustrazioni di Gilbert per la Bab ballad "Gentle Alice Brown"

Nel 1868, Gilbert aveva pubblicato una delle sue Bab ballads, intitolata Trial by Jury: An Operetta. Questa era una composizione poetica di una singola pagina con alcune vignette da lui realizzate. Essa descriveva l'avventura per "rompere la promessa" di matrimonio (l'insuccesso di un uomo nel tentativo di non sposare la donna a cui è fidanzato). Questo pezzo fu uno dei più umoristici lavori burleschi di Gilbert, nella satira sulla legge e sulla professione legale, basata sulla sua breve esperienza come avvocato.
La burla finisce con il giudice impaziente che chiude la causa sposando egli stesso la bella querelante.
Nel 1873, Gilbert si accordò con il compositore e manager teatrale Carl Rosa, di espandere il lavoro in un libretto per un'opera in un atto. Rosa aveva iniziato a scrivere la musica, e sua moglie stava imparando il ruolo della querelante per cantare l'opera, quando la stessa morì durante il parto ed il progetto andò in fumo.
Più tardi nel 1874, Gilbert offrì il libretto all'impresario Richard D'Oyly Carte, ma Carte non aveva un teatro disponibile per la rappresentazione dell'opera.
Agli inizi del 1875, Carte aveva ingaggiato Madame Selina Dolaro per il Royalty Theatre, ed aveva bisogno di una breve opera in un atto da rappresentare in coda a La Périchole di Jacques Offenbach. Egli si ricordò di Trial by Jury, ed avendo visto Thespis, suggerì che Sullivan sarebbe stato il compositore adatto per la nuova opera. Sullivan fu entusiasta e Trial by Jury fu pronta in alcune settimane. Il risultato fu un brillante e melodioso pezzo all'inglese che divenne subito un grande successo a Londra ed in provincia dove il lavoro venne proposto. 
Vi fu anche una produzione autorizzata negli Stati Uniti.
Gilbert insistette affinché gli attori conoscessero bene il testo e seguissero le sue indicazioni registiche, qualcosa molto innovativa per quei tempi che fu difficile ottenere dai protagonisti.